# 小行星7913
小行星7913（英語：7913 Parfenov）是一颗围绕太阳公转的小行星。1978年10月9日，柳德米拉·瓦斯列娜·朱然勒娃在克里米亚发现了此天体。
这颗小行星的绝对星等为181.59748等。